# Črevesna resica
Črevesne resice (lat. villi intestinales) so nitasti izrastki s površja sluznice tankega črevesa, ki olajšujejo absorpcijo tekočin in hranilnih snovi. Resice imajo številne mikroviluse, majhne izrastke na apikalni strani (ki gleda proti svetlini) epitelijskih celic tankega črevesa, ki tvorijo tako imenovan ščetkasti obrobek. 
Črevesne resice se nahajajo na površini sluznice celotnega tankega črevesa, torej dvanajstnika (razen njegovega začetnega razširjenega dela, ampule, kjer je sluznica gladka), teščega črevesa in vitega črevesa. V teščem črevesu so številnejše in daljše kot v vitem črevesu.